# 火雷大神
火雷大神（ほのいかづちのおおかみ）はその名の示す通り雷神であり、雷の猛威に対する畏れや稲妻と共にもたらされる雨の恵みに対する農耕民族であった古代日本人の信仰から生まれた神と考えられている。律令時代には、宮中大膳式に祀られ、火の神としても信仰された。また、天神信仰では火雷神が由来の一つとされる眷族の火雷天気毒王がいる。主神の天満大自在天神も火雷天神として混同されることがある。ほかに井上内親王の御子を指す場合があり、上記の神とは異なる別の神なので注意が必要である。この場合「ほのいかづち」ではなく「からい」と読むことも多い。

## 別名
火雷神（ほのいかづちのかみ）、雷神（いかづちのかみ）、八雷神（やくさいかづちのかみ）。
日本神話の中では火雷神は、伊邪那美命の体に生じた8柱の雷神の1柱だが、ここでは8柱の雷神の総称として火雷大神の呼称が用いられる（この1柱の火雷神については後述）。

## 神格
雷神、水の神、伊邪那美命の御子神、雨乞い、稲作の守護神。

## 神話
『古事記』に記された神話の中では、火之迦具土神を生んだ事で女陰を焼いて死んだ妻の伊邪那美命を追って伊邪那岐命が黄泉の国に下った際、伊邪那美命は黄泉の国の食物を食べた事により出る事が出来ないと伊邪那岐命に応じた。しかし自分を追って黄泉まで来た伊邪那岐命の願いを叶え地上に戻るために黄泉の神に談判すると御殿に戻った。その後に何時まで経っても戻られぬ伊邪那美命の事が気になり、伊邪那岐命は櫛の歯に火を点けて御殿に入った。
そこで伊邪那岐命は、体に蛆が集かり、頭に大雷神、胸に火雷神、腹に黒雷神、女陰に咲（裂）雷神、左手に若雷神、右手に土雷神、左足に鳴雷神、右足に伏雷神の8柱の雷神（火雷大神）が生じている伊邪那美命の姿を見たとされる。
伊邪那美命の変わり果てた姿に恐れおののいた伊邪那岐命は黄泉の国から逃げ出したが、醜い姿を見られた伊邪那美命は恥をかかされたと黄泉の国の醜女に伊邪那岐命を追わせた。伊邪那岐命はそれを振り払ったが、伊邪那美命は今度は8柱の雷神に黄泉の軍勢を率いて追わせたとある。

### 火雷神
なお、山城国風土記逸文によると、この火雷大神のうちの1柱である火雷神（乙訓坐火雷神社の祭神）は、のちに丹塗矢となって賀茂建角身命の子、玉依日売のそばに流れ寄り、その結果賀茂別雷命が生まれたという。

## 解説
伊邪那美命に生じた8柱の雷神は、大雷神は強烈な雷の威力を、火雷神は雷が起こす炎を、黒雷神は雷が起こる時に天地が暗くなる事を、咲雷神は雷が物を引き裂く姿を、若雷神は雷の後での清々しい地上の姿を、土雷神は雷が地上に戻る姿を、鳴雷神は鳴り響く雷鳴を、伏雷神は雲に潜伏して雷光を走らせる姿を、つまりそれぞれが雷が起こす現象を示す神だと考えられている。
また、『万葉集』や『日本霊異記』の伝承に、中国の雷神信仰の影響などから雷神は竜や蛇と関連づけられることもある。

## 信仰
雷が多い地方などで雷神はよく信仰され、落雷から身を守ってくれる神様として、雨をもたらす稲作の守護神として雨乞いなどで祭られる事が多い。

## 祀る神社
- 葛木坐火雷神社 - 奈良県葛城市（旧・北葛城郡新庄町）鎮座
- 火雷神社（上野国八宮） - 群馬県佐波郡玉村町鎮座
- 角宮神社 - 京都府長岡京市鎮座（上記にある山城国乙訓郡「乙訓坐大雷神社」の論社）